# EVANGELION EXTREME
『EVANGELION EXTREME』（エヴァンゲリオン・エクストリーム）は、高橋洋子の2枚目のミニ・アルバム及びエヴァンゲリオンシリーズのミニ・アルバム。2019年5月22日にKING AMUSEMENT CREATIVEから発売された。
なお、当記事では楽曲の「赤き月」についても併せて解説する。

## 概要
- 前作『YOKO SINGS FOREVER』から2年2か月ぶりにリリースされた。ミニアルバムとしては、『恋に寒さを忘れ』から3年6か月ぶりのリリースとなる。
- 『エヴァンゲリオン』とのタイアップを取ったアルバムをリリースするのは、『〜refrain〜 The songs were inspired by "EVANGELION"』以来21年6か月ぶりである。
- エヴァンゲリオンシリーズのパチンコ・パチスロに搭載された高橋洋子の楽曲を集めたアルバムである[1]。
- メーカー特典として、ステッカーが配布された[2]。
- 「慟哭へのモノローグ」と「暫し空に祈りて」は、アルバム初収録となった。「残酷な天使のテーゼ 2009VERSION」は、『20th century Boys & Girls 〜20世紀少年少女〜』以来のアルバム収録である。
- 2018年に発売されたシングル「残酷な天使のテーゼ/魂のルフラン」と同じく、日本語歌詞以外にローマ字表記の歌詞と、英語表記の歌詞が掲載されている[3]。
- アルバムタイトル『EVANGELION EXTREME』の「EXTREME」とは、「過激」という意味があり、『エヴァンゲリオン』の尖ったイメージを表している[4]。
- ジャケットイラストは、亀田祥倫が2013年7月に『CRヱヴァンゲリヲン8』のために書き下ろしたものが使用されている[5]。

## 赤き月
- 「赤き月」（あかきつき、英: Red Moon）は、このアルバムのために書き下ろされた楽曲である。このアルバムの表題曲という扱いになっている[4]。
- ジャケットに説明は記載されてはいないが、エヴァンゲリオンシリーズの関連曲という扱いになっている[3]。
- 高橋洋子と大森俊之がタッグを組んで楽曲を製作するのは、「真実の黙示録」以来2年4か月ぶりである。今まで高橋が歌ってきたエヴァンゲリオンシリーズの関連曲のほとんどが及川眠子が担当しているが、この楽曲は高橋本人が作詞をしている。歌詞のテーマは「母性」であり、エヴァンゲリオンを意識したものとなっている[6]。
- EDMやヒューマンビートボックスなど、これまでの高橋の楽曲には取り入れられたことの無い要素が取り入れられている[6]。
- 後半の合唱部分には、高橋のマネージャー、専属のダンサー、メイク担当者などが参加している。
- 2019年12月発売の『P新世紀エヴァンゲリオン 〜シト、新生〜』に搭載された[7]。

## 収録曲
| 全編曲: 大森俊之。 |                                    |           |           |       |
| #                  | タイトル                           | 作詞      | 作曲      | 時間  |
| 1.                 | 「赤き月」                         | 高橋洋子  | 大森俊之  | 5:09  |
| 2.                 | 「暫し空に祈りて」                 | 及川眠子  | 大森俊之  | 4:57  |
| 3.                 | 「慟哭へのモノローグ」             | 及川眠子  | 大森俊之  | 4:57  |
| 4.                 | 「残酷な天使のテーゼ 2009VERSION」 | 及川眠子  | 佐藤英敏  | 4:28  |
| 5.                 | 「赤き月 off vocal ver.」          |           |           | 5:08  |
| 合計時間:          | 合計時間:                          | 合計時間: | 合計時間: | 24:39 |

## タイアップ
| 楽曲                           | タイアップ                                                                  |
| ------------------------------ | --------------------------------------------------------------------------- |
| 赤き月                         | 『P新世紀エヴァンゲリオン 〜シト、新生〜』イメージソング                    |
| 赤き月                         | 『ぱちんこ シン・エヴァンゲリオン Type レイ』イメージソング                 |
| 赤き月                         | 『スマパチ シン・エヴァンゲリオン Type カヲル』イメージソング               |
| 赤き月                         | 『スマパチ シン・エヴァンゲリオン Type ゲンドウ』イメージソング             |
| 暫し空に祈りて                 | パチスロ『EVANGELION』テーマソング                                          |
| 暫し空に祈りて                 | 『CRヱヴァンゲリヲン8』イメージソング                                       |
| 暫し空に祈りて                 | パチスロ『ヱヴァンゲリヲン 〜決意の刻〜』イメージソング                     |
| 暫し空に祈りて                 | 『CRヱヴァンゲリヲン9』イメージソング                                       |
| 暫し空に祈りて                 | 『CRヱヴァンゲリヲンX』イメージソング                                       |
| 暫し空に祈りて                 | 『CRヱヴァンゲリヲン 〜いま、目覚めの時〜』イメージソング                   |
| 暫し空に祈りて                 | 『CRヱヴァンゲリヲン 〜響きあう心〜』イメージソング                         |
| 暫し空に祈りて                 | 『Pヱヴァンゲリヲン 〜超覚醒〜』イメージソング                              |
| 暫し空に祈りて                 | 『Pヱヴァンゲリヲン 〜超暴走〜』イメージソング                              |
| 暫し空に祈りて                 | 『P新世紀エヴァンゲリオン 〜未来への咆哮〜』イメージソング                  |
| 暫し空に祈りて                 | 『ぱちんこ シン・エヴァンゲリオン Type レイ』イメージソング                 |
| 暫し空に祈りて                 | 『スマパチ シン・エヴァンゲリオン Type カヲル』イメージソング               |
| 暫し空に祈りて                 | 『スマパチ シン・エヴァンゲリオン Type ゲンドウ』イメージソング             |
| 慟哭へのモノローグ             | パチスロ『新世紀エヴァンゲリオン 〜魂の軌跡〜』テーマソング                 |
| 慟哭へのモノローグ             | 『モバスロ ヱヴァンゲリヲン 〜真実の翼〜』イメージソング                    |
| 慟哭へのモノローグ             | パチスロ『ヱヴァンゲリヲン 〜生命の鼓動〜』イメージソング                   |
| 残酷な天使のテーゼ 2009VERSION | 『CR新世紀エヴァンゲリオン 〜最後のシ者〜』イメージソング                   |
| 残酷な天使のテーゼ 2009VERSION | バラエティ番組『戦国鍋TV 〜なんとなく歴史が学べる映像〜』エンディングテーマ |
| 残酷な天使のテーゼ 2009VERSION | パチスロ『ヱヴァンゲリヲン 〜決意の刻〜』イメージソング                     |

## 参加ミュージシャン
| 赤き月                         | 赤き月 |
| ------------------------------ | --- |
| Keyborads & Programming        | 大森俊之 |
| Guitar                         | 丹波博幸 |
| Recording & Mixing Engineer    | ueken@mac.com |
| Assistant Engineer             | 水野将徳 |
| Chorus                         | 和田昌哉 |
| Chorus (Moon series)           | 長谷川敬タ |
| HUMAN BEAT BOX                 | HIRONA |
| Voices                         | 岩熊俊介、大森俊之、坂井望美、島居理恵、島辺マサヒロ（ポッシブル）、田所さおり（キングレコード）、長谷川敬タ、HIRONA、蛭田浩子、福嶋弘昭、水野将徳、和田昌哉 |
| 暫し空に祈りて                 | |
| Sound Produced & Arranged      | 大森俊之 |
| Electric Guitars               | 古川望 |
| Precussions                    | 三沢またろう |
| Chorus                         | 竹内浩明、石塚勇、大森俊之 |
| 慟哭へのモノローグ             | |
| Sound Produced & Arranged      | 大森俊之 |
| Electric Guitars               | 古川望 |
| Precussions                    | 三沢またろう |
| Keyboards & Programming        | 大森俊之 |
| Chorus                         | 高橋洋子、たかはしごう、石塚勇、竹中あこ |
| Recording & Mixing Engineer    | ueken@mac.com |
| Vocal Recording                | 中越道夫 |
| Chorus Recording               | 比留間泰生 |
| 残酷な天使のテーゼ 2009VERSION | |
| Sound Produced & Arranged      | 大森俊之 |
| Keyboards & Programming & Edit | 大森俊之 |
| Electric Guitars               | 丹波博幸 |
| Chorus                         | 高橋洋子、たかはしごう |
| Recording & Mixing Engineer    | ueken@mac.com |
| Recording Engineer             | 中越道夫 |

## スタッフクレジット
| Mastering Engneer       | 滝口博達                     |
| Illustration            | 亀田祥倫                     |
| Background Illustration | 加藤浩                       |
| Artwork                 | 市古斉史（TGB design.）      |
| Artwork Coordinator     | 鎌野友理子（キングレコード） |
| Producer, A&R Director  | 島居理恵                     |
| Assistant Director      | 田所さおり（キングレコード） |
| Promoter                | 海藤由子（キングレコード）   |
| Sales Promoter          | 茂呂奈津子（キングレコード） |